# 斎木尚子

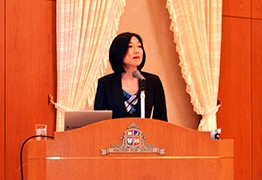
2014年6月

齋木 尚子（さいき なおこ、1958年（昭和33年）10月11日 - ）は、日本の外交官。東京都生まれ。外務省外務副報道官、国際文化交流審議官、経済局長、国際法局長、外務省研修所長を経て、東京大学公共政策大学院客員教授、双日取締役、日本政策投資銀行監査役、小松製作所取締役、スポーツ庁スポーツ審議会委員、日本スケート連盟副会長、東京オリンピック・パラリンピック競技大会組織委員会理事。

## 略歴
東京都出身。1982年（昭和57年）東京大学法学部卒業。在学中は日本外交史などを学ぶ。もともとは大学に残ろうかと考えていたが、ゼミの友人が外交官試験を受けようとしたため、一緒に受けたと述べている。外務省に入省。1983年（昭和58年）から米国へ二年間留学し、1985年（昭和60年）にウィリアムズ大学卒業。
帰国後、1998年（平成10年）4月、外務省総合外交政策局国際平和協力室長。2000年（平成12年）4月、北米局北米第二課長。2002年（平成14年）4月、条約局法規課長。2004年（平成16年）8月、慶應義塾大学総合政策学部教授。2006年（平成18年）4月、外務省大臣官房考査・政策評価官、経済局政策課長兼領事サービス本部。同年9月、大臣官房会計課長。2009年（平成21年）1月、日本国際問題研究所副所長兼主任研究員。
2011年（平成23年）8月、外務省大臣官房参事官（報道・広報担当）（外務副報道官）兼広報文化交流部。2012年（平成24年）8月、大臣官房参事官（報道・広報・文化交流担当）。同年9月、大臣官房審議官（報道・広報・文化交流担当）（外務副報道官）兼内閣官房地域活性化統合事務局次長。2013年（平成25年）6月、国際文化交流審議官。2014年（平成26年）7月4日、経済局長兼内閣官房内閣審議官（TPP政府対策本部）。2015年（平成27年）10月、国際法局長。2017年（平成29年）7月、外務省研修所長。2019年 (平成31年) 退官。
この間、京都大学大学院法学研究科客員教授、上智大学法学部非常勤講師、中央大学法学部非常勤講師、東京大学大学院公共政策学教育部非常勤講師も務めている。
2019年（令和元年）5月、双日株式会社顧問。同年6月29日、日本ラグビーフットボール協会理事。同年、東京オリンピック・パラリンピック選手村副村長、文部科学省大学入試のあり方に関する検討会議委員。2020年（令和2年）4月、東京大学公共政策大学院客員教授。同年6月、双日株式会社取締役、日本政策投資銀行監査役。同年8月、スポーツ庁スポーツ審議会委員。同年9月、日本スケート連盟副会長。2021年（令和3年）3月、東京オリンピック・パラリンピック競技大会組織委員会理事。同年６月、コマツ取締役。2022年 (令和4年) 6月、山九取締役。 2023年 (令和5年) 6月、日本政策投資銀行取締役。

## 家族
夫は外交官の齋木昭隆（元外務事務次官）。工学者の今中治（東京大学名誉教授）は父。

## 同期
- 秋葉剛男（21年国家安全保障局長・18年外務事務次官）
- 伊藤伸彰（16年ウズベキスタン大使）
- 岡浩（21年エジプト大使・19年マレーシア大使・16-17年トルコ大使）
- 嶋崎郁（20年ヨルダン大使・17年チェコ大使）
- 能化正樹（21年駐スウェーデン大使・18年駐エジプト大使）
- 髙岡望（21年カメルーン大使）
- 髙瀨寧（21年ラトビア大使・17年メキシコ大使・14年中南米局長）
- 林肇（20年英国大使・19年内閣官房副長官補・17年ベルギー大使）
- 引原毅（19年ウィーン代表部大使・15年ラオス大使）
- 藤村和広（22年フィンランド大使・18年キューバ大使）
- 星山隆（22年ボツワナ大使）
- 柳秀直（20年ドイツ大使・17年ヨルダン大使）
- 新井辰夫（18年セネガル大使・15年ジブチ大使）
- 岩藤俊幸（17年ジンバブエ大使）
- 倉光秀彰（21年モロッコ大使・18年コートジボワール大使）
- 中山泰則（20年ギリシャ大使）
- 平木塲弘人（18年外務省研修所副所長）
- 山田淳（2021年カザフスタン大使・2018年アルメニア大使）
- 山本条太（21年オマーン大使・19年関西担当大使・16年フィンランド大使）
- 松田邦紀（2021年ウクライナ大使・2018年パキスタン大使）

## 参考資料
- 「21世紀旗手 外務省北米二課長・斎木尚子さん」「朝日新聞」 2000年11月22日、24日夕刊